# Collegio di Glasgow North East
Glasgow North East è un collegio elettorale scozzese della Camera dei Comuni del Parlamento del Regno Unito. Elegge un membro del Parlamento con il sistema maggioritario a turno unico. Il rappresentante del collegio, dal 2024, è la laburista Maureen Burke.

## Estensione
Il collegio di Glasgow North East include i ward di Ashfield, Carntyne, Cowlairs, Dennistoun, Gartcraig, Keppochhill, Milnbank, Milton, Robroyston, Royston, Springburn e Wallacewell.
Glasgow North East è uno dei sette collegi che coprono l'area di Glasgow, e sono interamente contenuti in essa.
Prima delle elezioni del 2005, la città era coperta da dieci collegi, due dei quali oltrepassavano i confini municipali. Il collegio North West include gran parte dell'ex Glasgow Springburn e da una piccola parte di Glasgow Maryhill.

## Profilo
Sulla base delle misurazioni solitamente effettuate sul tasso di disoccupazione, pasti gratuiti nelle scuole e tasso di istruzione, Glasgow North East è uno dei collegi più degradati del Regno Unito. Inoltre, alcune parti del collegio soffrono di violenze perpetrate da gruppi di ragazzi, e crimini legati alla droga. Questi problemi sono significativi, ma alcune aree hanno problemi particolari, come l'eroina, difficoltà nella gestione delle spese, specialmente nei grandi condomini in passato conosciuti come i sistemi di edilizia pubblica più alti d'Europa. Tuttavia, l'area di Dennistoun mantiene gli edifici vittoriani originali, e qui la zona ha subito interventi di gentrificazione ed è divenuta popolare tra gli studenti e i giovani professionisti. 

### Politica
Il collegio ha quasi sempre eletto deputati laburisti, anche se non è stato immune dall'avanzata dei nazionalisti nel 2015, quando il SNP ha ottenuto il seggio con la variazione di voti più consistente in tutto il Regno Unito nel 2015. 
Secondo il British Election Study, Glasgow North East è il seggio più di sinistra della nazione.
Alle elezioni del 2017, a Glasgow North East si è registrata l'affluenza più bassa, il 53%.

## Membri del Parlamento
| Elezione | Elezione | Deputato        | Partito   |
| -------- | -------- | --------------- | --------- |
|          | 2005     | Michael Martin  | Speaker   |
|          | 2009 (S) | Willie Bain     | Laburista |
|          | 2015     | Anne McLaughlin | SNP       |
|          | 2017     | Paul Sweeney    | Laburista |
|          | 2019     | Anne McLaughlin | SNP       |
|          | 2024     | Maureen Burke   | Laburista |

## Risultati elettorali

### Elezioni negli anni 2020
| Partito                    | Partito                                  | Candidato                  | Risultati 4 luglio 2024 | Risultati 4 luglio 2024 |
| Partito                    | Partito                                  | Candidato                  | Voti                    | %                       |
| -------------------------- | ---------------------------------------- | -------------------------- | ----------------------- | ----------------------- |
|                            | Laburista                                | Maureen Burke              | 15 639                  | 45,87                   |
|                            | SNP                                      | Anne McLaughlin            | 11 002                  | 32,27                   |
|                            | Verdi                                    | Ewan Lewis                 | 2 471                   | 7,25                    |
|                            | Reform UK                                | Jonathan Walmsley          | 2 272                   | 6,66                    |
|                            | Conservatore                             | Robert Henry Connelly      | 1 182                   | 3,47                    |
|                            | Liberal Democratici                      | Sheila Thomson             | 592                     | 1,74                    |
|                            | Alba                                     | Catherine McKernan         | 551                     | 1,62                    |
|                            | TUSC                                     | Chris Sermanni             | 236                     | 0,69                    |
|                            | Comunista                                | Gary Steele                | 146                     | 0,43                    |
|                            |                                          |                            |                         |                         |
| Iscritti                   | Iscritti                                 | Iscritti                   | 72 610                  | 100,00                  |
| ↳ Votanti (% su iscritti)  | ↳ Votanti (% su iscritti)                | ↳ Votanti (% su iscritti)  | 34 101                  | 46,96                   |
| ↳ Astenuti (% su iscritti) | ↳ Astenuti (% su iscritti)               | ↳ Astenuti (% su iscritti) | 38 509                  | 53,04                   |
|                            |                                          |                            |                         |                         |
|                            | Esito: collegio passa da SNP a Laburista |                            |                         |                         |

### Elezioni negli anni 2010
| Partito                    | Partito                                        | Candidato                  | Risultati 12 dicembre 2019 | Risultati 12 dicembre 2019 |
| Partito                    | Partito                                        | Candidato                  | Voti                       | %                          |
| -------------------------- | ---------------------------------------------- | -------------------------- | -------------------------- | -------------------------- |
|                            | SNP                                            | Anne McLaughlin            | 15 911                     | 46,90                      |
|                            | Laburista Co-Op                                | Paul Sweeney               | 13 363                     | 39,39                      |
|                            | Conservatore                                   | Lauren Bennie              | 3 558                      | 10,49                      |
|                            | Lib Dem                                        | Nicholas Moohan            | 1 093                      | 3,22                       |
|                            |                                                |                            |                            |                            |
| Iscritti                   | Iscritti                                       | Iscritti                   | 61 075                     | 100,00                     |
| ↳ Votanti (% su iscritti)  | ↳ Votanti (% su iscritti)                      | ↳ Votanti (% su iscritti)  | 33 925                     | 55,55                      |
| ↳ Astenuti (% su iscritti) | ↳ Astenuti (% su iscritti)                     | ↳ Astenuti (% su iscritti) | 27 150                     | 44,45                      |
|                            |                                                |                            |                            |                            |
|                            | Esito: collegio passa da Laburista Co-Op a SNP |                            |                            |                            |

| Partito                    | Partito                                        | Candidato                  | Risultati 8 giugno 2017 | Risultati 8 giugno 2017 |
| Partito                    | Partito                                        | Candidato                  | Voti                    | %                       |
| -------------------------- | ---------------------------------------------- | -------------------------- | ----------------------- | ----------------------- |
|                            | Laburista Co-Op                                | Paul Sweeney               | 13 637                  | 42,92                   |
|                            | SNP                                            | Anne McLaughlin            | 13 395                  | 42,16                   |
|                            | Conservatore                                   | Jack Wylie                 | 4 106                   | 12,92                   |
|                            | Lib Dem                                        | Daniel Donaldson           | 637                     | 2,00                    |
|                            |                                                |                            |                         |                         |
| Iscritti                   | Iscritti                                       | Iscritti                   | 59 952                  | 100,00                  |
| ↳ Votanti (% su iscritti)  | ↳ Votanti (% su iscritti)                      | ↳ Votanti (% su iscritti)  | 31 775                  | 53,00                   |
| ↳ Astenuti (% su iscritti) | ↳ Astenuti (% su iscritti)                     | ↳ Astenuti (% su iscritti) | 28 177                  | 47,00                   |
|                            |                                                |                            |                         |                         |
|                            | Esito: collegio passa da SNP a Laburista Co-Op |                            |                         |                         |

| Partito                    | Partito                                  | Candidato                  | Risultati 7 maggio 2015 | Risultati 7 maggio 2015 |
| Partito                    | Partito                                  | Candidato                  | Voti                    | %                       |
| -------------------------- | ---------------------------------------- | -------------------------- | ----------------------- | ----------------------- |
|                            | SNP                                      | Anne McLaughlin            | 21 976                  | 58,05                   |
|                            | Laburista                                | Willie Bain                | 12 754                  | 33,69                   |
|                            | Conservatore                             | Annie Wells                | 1 769                   | 4,67                    |
|                            | Verdi                                    | Zara Kitson                | 615                     | 1,62                    |
|                            | Lib Dem                                  | Eileen Baxendale           | 300                     | 0,79                    |
|                            | CISTA                                    | Geoff Johnson              | 225                     | 0,59                    |
|                            | TUSC                                     | Jamie Cocozza              | 218                     | 0,58                    |
|                            |                                          |                            |                         |                         |
| Iscritti                   | Iscritti                                 | Iscritti                   | 66 649                  | 100,00                  |
| ↳ Votanti (% su iscritti)  | ↳ Votanti (% su iscritti)                | ↳ Votanti (% su iscritti)  | 37 857                  | 56,80                   |
| ↳ Astenuti (% su iscritti) | ↳ Astenuti (% su iscritti)               | ↳ Astenuti (% su iscritti) | 28 792                  | 43,20                   |
|                            |                                          |                            |                         |                         |
|                            | Esito: collegio passa da Laburista a SNP |                            |                         |                         |

| Partito                    | Partito                                | Candidato                  | Risultati 6 maggio 2010 | Risultati 6 maggio 2010 |
| Partito                    | Partito                                | Candidato                  | Voti                    | %                       |
| -------------------------- | -------------------------------------- | -------------------------- | ----------------------- | ----------------------- |
|                            | Laburista                              | Willie Bain                | 20 100                  | 68,35                   |
|                            | SNP                                    | Billy McAllister           | 4 158                   | 14,14                   |
|                            | Lib Dem                                | Eileen Baxendale           | 2 262                   | 7,69                    |
|                            | Conservatore                           | Ruth Davidson              | 1 569                   | 5,34                    |
|                            | BNP                                    | Walter Hamilton            | 798                     | 2,71                    |
|                            | TUSC                                   | Graham Campbell            | 187                     | 0,64                    |
|                            | Socialista                             | Kevin McVey                | 179                     | 0,61                    |
|                            | Laburista Socialista                   | Jim Berrington             | 156                     | 0,53                    |
|                            |                                        |                            |                         |                         |
| Iscritti                   | Iscritti                               | Iscritti                   | 59 896                  | 100,00                  |
| ↳ Votanti (% su iscritti)  | ↳ Votanti (% su iscritti)              | ↳ Votanti (% su iscritti)  | 29 409                  | 49,10                   |
| ↳ Astenuti (% su iscritti) | ↳ Astenuti (% su iscritti)             | ↳ Astenuti (% su iscritti) | 30 487                  | 50,90                   |
|                            |                                        |                            |                         |                         |
|                            | Esito: collegio confermato a Laburista |                            |                         |                         |

### Elezioni negli anni 2000
Come è convenzione, Michael Martin (membro del Partito Laburista Scozzese quando fu eletto Speaker della Camera)  si presentò alle elezioni del 2005 come Speaker; il Partito Conservatore e i Liberal Democratici non si candidarono contro di lui, ma lo fecero altri partiti, tra cui il Partito Nazionale Scozzese, il cui statuto prevede che si candidi in ogni seggio scozzese.
Il risultato più sorprendente fu quello del voto relativamente alto al Partito Laburista Socialista, in un'area in cui non aveva una base consolidata. Questo fu considerato il risultato della confusione generata negli elettori dalla mancata presenza del nome del Partito Laburista sulla scheda.
| Partito                    | Partito                                      | Candidato                  | Risultati 12 novembre 2009 | Risultati 12 novembre 2009 |
| Partito                    | Partito                                      | Candidato                  | Voti                       | %                          |
| -------------------------- | -------------------------------------------- | -------------------------- | -------------------------- | -------------------------- |
|                            | Laburista                                    | Willie Bain                | 12 231                     | 59,39                      |
|                            | SNP                                          | David Kerr                 | 4 120                      | 20,00                      |
|                            | Conservatore                                 | Ruth Davidson              | 1 075                      | 5,22                       |
|                            | BNP                                          | Charlie Baillie            | 1 013                      | 4,92                       |
|                            | Solidarity                                   | Tommy Sheridan             | 794                        | 3,86                       |
|                            | Lib Dem                                      | Eileen Baxendale           | 474                        | 2,30                       |
|                            | Verdi                                        | David Doherty              | 332                        | 1,61                       |
|                            | Jury Team                                    | John Smeaton               | 258                        | 1,25                       |
|                            | Socialista                                   | Kevin McVey                | 152                        | 0,74                       |
|                            | —                                            | Mikey Hughes               | 54                         | 0,26                       |
|                            | Laburista Socialista                         | Louise McDaid              | 47                         | 0,23                       |
|                            | Indipendente                                 | Mev Brown                  | 32                         | 0,16                       |
|                            | TILT                                         | Colin Campbell             | 13                         | 0,06                       |
|                            |                                              |                            |                            |                            |
| Iscritti                   | Iscritti                                     | Iscritti                   | 62 033                     | 100,00                     |
| ↳ Votanti (% su iscritti)  | ↳ Votanti (% su iscritti)                    | ↳ Votanti (% su iscritti)  | 20 595                     | 33,20                      |
| ↳ Astenuti (% su iscritti) | ↳ Astenuti (% su iscritti)                   | ↳ Astenuti (% su iscritti) | 41 438                     | 66,80                      |
|                            |                                              |                            |                            |                            |
|                            | Esito: collegio passa da Speaker a Laburista |                            |                            |                            |

| Partito                    | Partito                                    | Candidato                  | Risultati 5 maggio 2005 | Risultati 5 maggio 2005 |
| Partito                    | Partito                                    | Candidato                  | Voti                    | %                       |
| -------------------------- | ------------------------------------------ | -------------------------- | ----------------------- | ----------------------- |
|                            | Speaker                                    | Michael Martin             | 15 153                  | 53,32                   |
|                            | SNP                                        | John McLaughlin            | 5 019                   | 17,66                   |
|                            | Laburista Socialista                       | Doris Kelly                | 4 036                   | 14,20                   |
|                            | Socialista                                 | Graham Campbell            | 1 402                   | 4,93                    |
|                            | Unionista Scozzese                         | Daniel Houston             | 1 266                   | 4,45                    |
|                            | BNP                                        | Scott McLean               | 920                     | 3,24                    |
|                            | Indipendente                               | Joe Chambers               | 622                     | 2,19                    |
|                            |                                            |                            |                         |                         |
| Iscritti                   | Iscritti                                   | Iscritti                   | 62 048                  | 100,00                  |
| ↳ Votanti (% su iscritti)  | ↳ Votanti (% su iscritti)                  | ↳ Votanti (% su iscritti)  | 28 418                  | 45,80                   |
| ↳ Astenuti (% su iscritti) | ↳ Astenuti (% su iscritti)                 | ↳ Astenuti (% su iscritti) | 33 630                  | 54,20                   |
|                            |                                            |                            |                         |                         |
|                            | Esito: collegio a Speaker (nuovo collegio) |                            |                         |                         |

## Risultati dei referendum

### Referendum sulla permanenza del Regno Unito nell'Unione europea del 2016
|        | Collegio           | Lasciare UE % | Rimanere in UE % |
| ------ | ------------------ | ------------- | ---------------- |
|        | Glasgow North East | 40,7%         | 59,3%            |
| Scozia | 38,0%              | 62,0%         |                  |
|        | Regno Unito        | 51,9%         | 48,1%            |